# Giovanni Martinelli
Pour le peintre, voir Giovanni Martinelli (peintre).
Cet article possède un paronyme, voir Giovanni Marinelli.

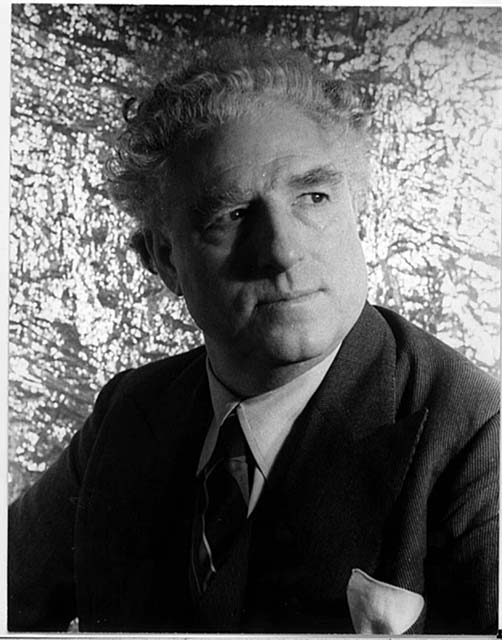
Giovanni Martinelli par Carl van Vechten (1939)

Giovanni Martinelli est un ténor d'opéra d'origine italienne et naturalisé américain, né à Montagnana (Vénétie, Italie) le 22 octobre 1885, décédé à New York (États-Unis) le 2 février 1969, ayant fait l'essentiel de sa carrière au Metropolitan Opera ("Met") de New York.

## Biographie
Fils d'un ébéniste, Martinelli est né dans la même ville qu'Aureliano Pertile. Il étudie la clarinette avant de découvrir sa voix alors qu'il est militaire. Après avoir chanté dans divers théâtres de province à partir de 1908, il débute à Milan en 1910, dans le Stabat Mater de Gioachino Rossini (au Teatro Dal Verme), puis dans trois opéras, Ernani et Un ballo in maschera de Giuseppe Verdi, et Ruy Blas de Filippo Marchetti. En 1911, il chante notamment à Rome (dans La fanciulla del West de Giacomo Puccini, sous la direction d'Arturo Toscanini), à Brescia, à Gênes, à Turin (dans Aida de Verdi), ou encore à Naples (au Teatro San Carlo, dans La fanciulla del West). En 1912, il débute au Royal Opera House — dite "Covent Garden" — de Londres (dans Manon Lescaut de Puccini, Aida...), à la Scala de Milan et à l'Opéra de Monte-Carlo (sur ces deux scènes, dans La fanciulla del West). En ce dernier lieu, il se produit à nouveau en 1913, dans La fanciulla del West et Tosca de Puccini, et aussi Aida. Cette même année 1913, il chante à Paris (dans Panurge (opéra) de Jules Massenet) et débute aux États-Unis, à Philadelphie.
Il commence alors (en novembre 1913, dans Tosca) une longue collaboration avec le Metropolitan Opera de New York, riche de 926 prestations, dans 36 rôles, jusqu'en 1946. Martinelli s'installe alors aux États-Unis (il devient citoyen américain) et, hors le Met, se produit dans d'autres villes du territoire américain, mais aussi à Buenos Aires. Dès lors, il ne fera que de courtes et rares apparitions en Europe, dans quelques mémorables Otello de Verdi à Paris, et Turandot de Puccini au Covent Garden en 1937. Il se retire de la scène en 1950, et n'apparaît plus que dans des galas, et pour une dernière représentation en 1967, pour chanter le rôle de l'Empereur Altoum (à presque 82 ans !), dans Turandot, à Seattle (comme le fera Di Stefano quelques années plus tard).
Si son répertoire comprend principalement des opéras italiens, il chante également dans des opéras français (ainsi, Carmen de Georges Bizet, dirigé par Toscanini en 1913, ou Faust de Charles Gounod, dirigé par Pierre Monteux en 1917) ou autres — voir la liste sélective ci-dessous —, et participe aussi à des concerts (dont la Messa da requiem de Verdi, dirigée par Tullio Serafin en 1925, ou encore la Missa Solemnis de Ludwig van Beethoven, dirigée par Toscanini en 1935).
« Par sa vaillance et sa longévité, il est le grand modèle du ténor dramatique italien moderne », avec une voix d'une lumière et d'un éclat exceptionnels. Le critique musical André Tubeuf évoque à son sujet un musicien parfait et un chanteur d'une grande noblesse, une « voix indestructible d'énergie, d'une ligne impérieuse, châtiée, avec une diction souveraine et une imagination verbale quasi géniale ». Des captations visuelles permettent de voir son jeu particulièrement extraverti, privilégiant un chant vériste, tout en expression.

## Rôles au Met
sélection d'opéras

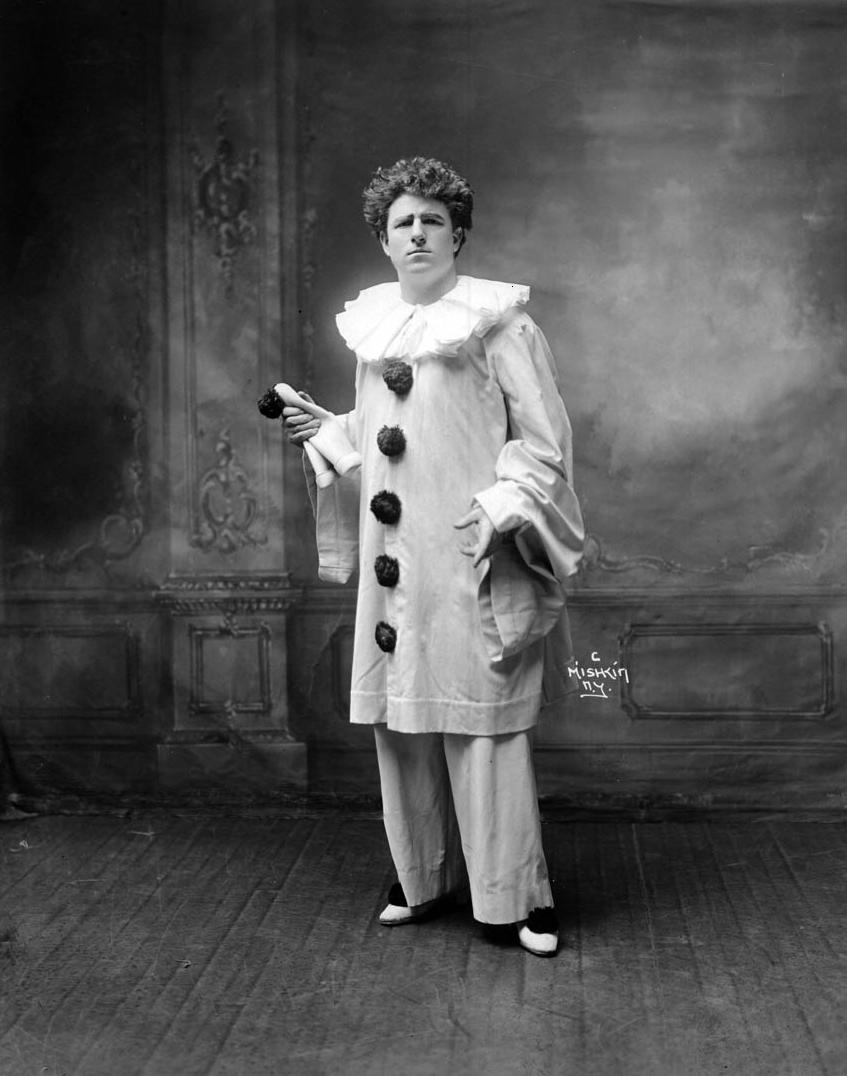
Giovanni Martinelli vers 1915, interprétant Canio dans Pagliacci de Ruggero Leoncavallo

- 1913 : Tosca de Giacomo Puccini, direction musicale Giorgio Polacco (rôle de Mario Cavaradossi, interprété 39 fois, jusqu'en 1940)
- 1913 : La Bohème de Giacomo Puccini, avec Lucrezia Bori, direction musicale Giorgio Polacco (rôle de Rodolfo, interprété 39 fois, jusqu'en 1937)
- 1913 : Madame Butterfly de Giacomo Puccini, avec Geraldine Farrar, direction musicale Arturo Toscanini (rôle de Pinkerton, interprété 34 fois, jusqu'en 1937)
- 1913 : Aida de Giuseppe Verdi, direction musicale Arturo Toscanini (rôle de Radamès, interprété 123 fois, jusqu'en 1943)
- 1914 : Manon Lescaut de Giacomo Puccini, direction musicale Giorgio Polacco (rôle de Des Grieux, interprété 12 fois, jusqu'en 1929)
- 1914 : Pagliacci de Ruggero Leoncavallo, direction musicale Giorgio Polacco (rôle de Canio, interprété 68 fois, jusqu'en 1943)
- 1915 : Carmen de Georges Bizet, avec Geraldine Farrar, direction musicale Arturo Toscanini (rôle de Don José, interprété 74 fois, jusqu'en 1941)
- 1915 : Les Huguenots de Giacomo Meyerbeer, avec Frieda Hempel, Melanie Kurt (en), direction musicale Giorgio Polacco (une représentation, rôle de Raoul de Nangis)
- 1915 : Il trovatore de Giuseppe Verdi, direction musicale Arturo Toscanini (rôle de Manrico, interprété 69 fois, jusqu'en 1945)
- 1915 : Madame Sans-Gêne (opéra) (en) d'Umberto Giordano, direction musicale Arturo Toscanini (rôle de Lefebvre, interprété 19 fois, jusqu'en 1918)
- 1916 : Goyescas d'Enrique Granados, avec Giuseppe De Luca, direction musicale Gaetano Bavagnoli (— création mondiale — ; rôle de Fernando, interprété 5 fois, uniquement en 1916)
- 1916 : Un ballo in maschera de Giuseppe Verdi, avec Melanie Kurt (en), direction musicale Giorgio Polaccio (rôle de Riccardo, interprété 4 fois, en 1916 et 1942)
- 1916 : Francesca da Rimini (Zandonai) de Riccardo Zandonai, direction musicale Giorgio Polacco (rôle de Paolo, interprété 11 fois, jusqu'en 1918)
- 1916 : Lucia di Lammermoor de Gaetano Donizetti, direction musicale Gaetano Bavagnoli (rôle d'Edgardo, interprété 26 fois, jusqu'en 1939)
- 1917 : Faust de Charles Gounod, avec Geraldine Farrar, Thomas Chalmers, Kathleen Howard, direction musicale Pierre Monteux (rôle-titre, interprété 56 fois, jusqu'en 1935)
- 1917 : Lakmé de Léo Delibes, avec Giuseppe De Luca, Kathleen Howard, direction musicale Giorgio Polacco (rôle de Gérald, interprété 18 fois, jusqu'en 1940)
- 1918 : Oberon de Carl Maria von Weber, direction musicale Artur Bodanzky (rôle de Huon, interprété 10 fois, jusqu'en 1920)
- 1920 : Don Carlo de Giuseppe Verdi, avec Rosa Ponselle, Giuseppe De Luca, direction musicale Gennaro Papi (rôle-titre, interprété 11 fois, jusqu'en 1923)
- 1920 : Eugène Onéguine de Piotr Ilitch Tchaïkovski, avec Giuseppe De Luca, Kathleen Howard, direction musicale Artur Bodanzky (rôle de Lensky, interprété 8 fois, jusqu'en février 1921)
- 1921 : Ernani de Giuseppe Verdi, avec Rosa Ponselle, direction musicale Gennaro Papi (rôle-titre, interprété 17 fois, jusqu'en 1928)
- 1922 : La forza del destino de Giuseppe Verdi, avec Rosa Ponselle, direction musicale Gennaro Papi (rôle de Don Alvaro, interprété 24 fois, jusqu'en 1943)
- 1922 : Samson et Dalila de Camille Saint-Saëns, direction musicale Louis Hasselmans (rôle de Samson, interprété 18 fois, jusqu'en 1937)
- 1923 : Fedora (opéra) d'Umberto Giordano, avec Maria Jeritza, direction musicale Gennaro Papi (rôle du comte Loris Ipanov, interprété 12 fois, jusqu'en 1926)
- 1923 : Guillaume Tell de Gioachino Rossini, avec Rosa Ponselle, direction musicale Gennaro Papi (rôle d'Arnold, interprété 12 fois, jusqu'en avril 1924)
- 1924 : La Juive de Jacques Fromental Halévy, direction musicale Louis Hasselmans (rôle d'Éléazar, interprété 31 fois, jusqu'en 1936)
- 1925 : I gioielli della Madonna (en) d'Ermanno Wolf-Ferrari, avec Maria Jeritza, direction musicale Gennaro Papi (rôle de Gennaro, interprété 13 fois, jusqu'en 1927)
- 1927 : Andrea Chénier d'Umberto Giordano, avec Giuseppe De Luca, direction musicale Tullio Serafin (rôle-titre, interprété 7 fois, jusqu'en 1933)
- 1927 : Le Prophète de Giacomo Meyerbeer, avec Ezio Pinza, direction musicale Artur Bodanzky (rôle de Jean de Leyde, interprété 5 fois, jusqu'en avril 1928)
- 1928 : La campana sommersa d'Ottorino Respighi, avec Elisabeth Rethberg, Giuseppe De Luca, Ezio Pinza, direction musicale Tullio Serafin (rôle d'Enrico, interprété 8 fois, jusque fin 1929)
- 1929 : La fanciulla del West de Giacomo Puccini, avec Maria Jeritza, direction musicale Vincenzo Bellezza (rôle de Dick Johnson, interprété 12 fois, jusqu'en 1931)
- 1932 : La Gioconda d'Amilcare Ponchielli, avec Rosa Ponselle, Ezio Pinza, direction musicale Tullio Serafin (rôle d'Enzo, interprété 13 fois, jusqu'en 1940)
- 1932 : Simon Boccanegra de Giuseppe Verdi, avec Ezio Pinza, direction musicale Tullio Serafin (rôle de Gabrielle Adorno, interprété 15 fois, jusqu'en 1939)
- 1933 : L'Africaine de Giacomo Meyerbeer, avec Rosa Ponselle, direction musicale Tullio Serafin (rôle de Vasco de Gama, repris une fois en 1934, toujours sous la direction de Serafin, avec Elisabeth Rethberg, Ezio Pinza)
- 1937 : Norma de Vincenzo Bellini, avec Ezio Pinza, direction musicale Ettore Panizza (en) (rôle de Pollione, interprété 7 fois, jusqu'en 1945)
- 1937 : Otello de Giuseppe Verdi, avec Elisabeth Rethberg, direction musicale Ettore Panizza (en) (rôle-titre, interprété 26 fois, jusqu'en 1942)